# Strygajliszki
Strygajliszki (lit. Strigailiškis) – wieś na Litwie, w okręgu uciańskim, w rejonie ignalińskim, w gminie Ignalino. 
Położona jest w pobliżu Ignalina przy jeziorze Gawis na granicy Auksztockiego Parku Narodowego.

## Historia
W czasach zaborów wieś w gminie Daugieliszki, w powiecie święciańskim, w guberni wileńskiej Imperium Rosyjskiego. W 1905 roku liczyła 115 mieszkańców, 187 dziesięcin.
W dwudziestoleciu międzywojennym wieś leżała w Polsce, w województwie wileńskim, w powiecie święciańskim, w gminie Daugieliszki.
W 1931 w 16 domach zamieszkiwało 87 osób.
Miejscowość należała do parafii rzymskokatolickiej w Przyjaźni. Podlegała pod Sąd Grodzki w Święcianach i Okręgowy w Wilnie; właściwy urząd pocztowy mieścił się w Ignalinie.
Do roku 1945 znajdowała się na terenie Polski, w województwie wileńskim, w powiecie święciańskim. 
We wsi znajduje się ośrodek turystyczny „Ignaturas”.